# 長棘小鮋
長棘小鮋（学名：Scorpaenodes scaber），又名石狗公、石頭魚，为輻鰭魚綱鮋形目鮋亞目鮋科小鮋屬下的一个种，為熱帶海水魚，分布印度太平洋馬爾地夫、日本、澳洲等海域，棲息深度3-30公尺，體長可達12公分，棲息在具有遮蔽的岩礁區，生活習性不明，具有毒棘。

## 扩展阅读
- 維基物種上的相關：長棘小鮋